# Formel 1-VM 1952
Formel 1-VM 1952 hade åtta deltävlingar som kördes under perioden 18 maj-7 september. Här ingick Indianapolis 500-loppet 1952 som en av deltävlingarna. Förarmästerskapet vanns av italienaren Alberto Ascari i Ferrari.

## Vinnare
- Förare:  Alberto Ascari, Italien, Ferrari
- Konstruktör: Officiellt mästerskap började först 1958.

## Grand Prix 1952
| Grand Prix                 | Datum       | Bana              | Vinnande förare! Vinnande stall | Vinnande tillverkare |                   |   |
| -------------------------- | ----------- | ----------------- | ------------------------------- | -------------------- | ----------------- | - |
| Schweiz Grand Prix         | 18 maj      | Bremgarten        | Piero Taruffi                   | Ferrari              |                   | * |
| Indianapolis Grand Prix    | 30 maj      | Indianapolis      | Troy Ruttman                    | J C Agajanian        | Kuzma-Offenhauser | * |
| Belgiens Grand Prix        | 22 juni     | Spa-Francorchamps | Alberto Ascari                  | Ferrari              |                   | * |
| Frankrikes Grand Prix      | 6 juli      | Rouen-les-Essarts | Alberto Ascari                  | Ferrari              |                   | * |
| Storbritanniens Grand Prix | 19 juli     | Silverstone       | Alberto Ascari                  | Ferrari              |                   | * |
| Tysklands Grand Prix       | 3 augusti   | Nürburgring       | Alberto Ascari                  | Ferrari              |                   | * |
| Nederländernas Grand Prix  | 17 augusti  | Zandvoort         | Alberto Ascari                  | Ferrari              |                   | * |
| Italiens Grand Prix        | 7 september | Monza             | Alberto Ascari                  | Ferrari              |                   | * |

## Grand Prix utanför VM 1952
| Grand Prix /Race                   | Datum        | Bana             | Vinnande förare! Vinnande stall | Vinnande tillverkare       |                       |
| ---------------------------------- | ------------ | ---------------- | ------------------------------- | -------------------------- | --------------------- |
| Syrakusas Grand Prix               | 16 mars      | Syrakusa         | Alberto Ascari                  | Ferrari                    |                       |
| Valentinos Grand Prix              | 6 april      | Turin            | Luigi Villoresi                 | Ferrari                    |                       |
| Richmond Trophy                    | 14 april     | Goodwood         | José Froilán González           | Ferrari                    |                       |
| Paus Grand Prix                    | 14 april     | Pau              | Alberto Ascari                  | Ferrari                    |                       |
| Lavant Trophy                      | 14 april     | Goodwood         | Mike Hawthorn                   | R J Chase                  | Cooper-Bristol        |
| Iblsey F2 Race                     | 19 april     | New Forest       | Mike Hawthorn                   | R J Chase                  | Cooper-Bristol        |
| Marseilles Grand Prix              | 27 april     | Marseille        | Alberto Ascari                  | Ferrari                    |                       |
| Daily Express International Trophy | 10 maj       | Silverstone      | Lance Macklin                   | HMW                        | HWM-Alta              |
| Neapels Grand Prix                 | 11 maj       | Posillipo        | Giuseppe Farina                 | Ferrari                    |                       |
| Paris Grand Prix                   | 25 maj       | Montlhéry        | Piero Taruffi                   | Ferrari                    |                       |
| Eifelrennen                        | 25 maj       | Nürburgring      | Rudi Fischer                    | Ecurie Espadon             | Ferrari               |
| Frontières Grand Prix              | 1 juni       | Chimay           | Paul Frère                      | HMW                        | HWM-Alta              |
| Albis Grand Prix                   | 1 juni       | Albi             | Louis Rosier                    | Ecurie Rosier              | Ferrari               |
| Ulster Trophy                      | 7 juni       | Dundrod          | Piero Taruffi                   | Vanwall                    | Ferrari               |
| Monzas Grand Prix                  | 8 juni       | Monza            | Giuseppe Farina                 | Ferrari                    |                       |
| Circuit du Lac                     | 8 juni       | Aix-les-Bains    | Jean Behra                      | Gordini                    |                       |
| Marnes Grand Prix                  | 29 juni      | Reims            | Jean Behra                      | Gordini                    |                       |
| Sables d'Olonnes Grand Prix        | 13 juli      | Sables d'Olonnes | Luigi Villoresi                 | Ferrari                    |                       |
| Caens Grand Prix                   | 27 juli      | Caen             | Maurice Trintignant             | Gordini                    |                       |
| Daily Mail Trophy                  | 2 augusti    | Boreham          | Luigi Villoresi                 | Ferrari                    |                       |
| Comminges Grand Prix               | 10 augusti   | Saint-Gaudens    | André Simon Alberto Ascari      | Ferrari                    |                       |
| Scottish National Trophy           | 23 augusti   | Turnberry        | Mike Hawthorn                   | Mike Hawthorn              | Connaught-Lea Francis |
| La Baules Grand Prix               | 24 augusti   | La Baule         | Alberto Ascari                  | Ferrari                    |                       |
| Modenas Grand Prix                 | 14 september | Modena           | Luigi Villoresi                 | Ferrari                    |                       |
| Cadours Grand Prix                 | 14 september | Cadours          | Louis Rosier                    | Ecurie Rosier              | Ferrari               |
| Madgwick Cup                       | 27 september | Goodwood         | Ken Downing                     | Connaught Racing Syndicate | Connaught-Lea Francis |
| Avusrennen                         | 28 september | Avus             | Rudi Fischer                    | Ecurie Espadon             | Ferrari               |
| Joe Fry Memorial Trophy            | 4 oktober    | Castle Combe     | Roy Salvadori                   | G Caprara                  | Ferrari               |
| Newcastle Journal Trophy           | 11 oktober   | Charterhall      | Dennis Poore                    | Connaught Racing Syndicate | Connaught-Lea Francis |

## Stall, nummer och förare 1952
| Stall/Tillverkare                                   | Nummer                    | Förare                                        |
| --------------------------------------------------- | ------------------------- | --------------------------------------------- |
| AFM-Kuchen                                          | 2                         | Hans Stuck, Österrike                         |
| Adolf Brudes (Veritas-BMW)                          | 126                       | Adolf Brudes, Tyskland                        |
| Alfred Dattner (Simca-Gordini-Simca)                | 50                        | Max de Terra, Schweiz                         |
| Archie Bryde (Cooper-Bristol)                       | 42                        | Mike Hawthorn, Storbritannien                 |
| Archie Bryde (Cooper-Bristol)                       | 8                         | Reg Parnell, Storbritannien                   |
| Arthur Legat (Veritas)                              | 38                        | Arthur Legat, Belgien                         |
| Aston-Butterworth                                   | 2, 64, 114                | Bill Aston, Storbritannien                    |
| Bernd Nacke (Nacke-BMW)                             | 130                       | Bernd Nacke, Tyskland                         |
| Bessie Lee Paoli (Kurtis Kraft-Offenhauser)         | 16                        | Chuck Stevenson, USA                          |
| Bob Estes (Watson-Offenhauser)                      | 29                        | Jim Rigsby, USA                               |
| Cisitalia-BPM                                       | 44                        | Piero Dusio, Italien                          |
| Coast Grain Co (Lesovsky-Offenhauser)               | 8                         | Manny Ayulo, USA                              |
| Connaught-Francis                                   | 3, 28                     | Kenneth McAlpine, Storbritannien              |
| Connaught-Francis                                   | 4                         | Ken Downing, Storbritannien                   |
| Connaught-Francis                                   | 5                         | Eric Thompson, Storbritannien                 |
| Connaught-Francis                                   | 6, 30                     | Dennis Poore, Storbritannien                  |
| Connaught-Francis                                   | 32                        | Stirling Moss, Storbritannien                 |
| Cummins Engine Co (Kurtis Kraft-Cummins)            | 28                        | Fred Agabashian, USA                          |
| Earl F Slick (Deidt-Offenhauser)                    | 27                        | Tony Bettenhausen, USA                        |
| Ecurie Belge (Simca-Gordini-Gordini)                | 14                        | Paul Frère, Belgien                           |
| Ecurie Belge (Simca-Gordini-Gordini)                | 27, 32                    | Johnny Claes, Belgien                         |
| Ecurie Ecosse (Cooper-Bristol)                      | 7                         | David Murray, Storbritannien                  |
| Ecurie Espadon (Ferrari)                            | 18, 19, 34, 42, 117       | Rudi Fischer, Schweiz                         |
| Ecurie Espadon (Ferrari)                            | 20                        | Hans Stuck, Österrike                         |
| Ecurie Espadon (Ferrari)                            | 20, 34, 44                | Peter Hirt, Schweiz                           |
| Ecurie Espadon (Ferrari)                            | 118                       | Rudolf Schoeller, Schweiz                     |
| Ecurie Francorchamps (Ferrari)                      | 24, 34, 70                | Charles de Tornaco, Belgien                   |
| Ecurie Francorchamps (Ferrari)                      | 119                       | Roger Laurent, Belgien                        |
| Ecurie Richmond (Cooper-Bristol)                    | 10, 11, 26, 38            | Alan Brown, Storbritannien                    |
| Ecurie Richmond (Cooper-Bristol)                    | 10, 12, 24, 36            | Eric Brandon, Storbritannien                  |
| Ecurie Rosier (Ferrari)                             | 12, 14, 22, 62            | Louis Rosier, Frankrike                       |
| Ecurie Rosier (Ferrari)                             | 14                        | Maurice Trintignant, Frankrike                |
| Ed Walsh (Kurtis Kraft-Offenhauser)                 | 14                        | Joe James, USA                                |
| Ed Walsh (Kurtis Kraft-Offenhauser)                 | 18                        | Sam Hanks, USA                                |
| Élie Bayol (Osca)                                   | 34                        | Élie Bayol, Frankrike                         |
| Enrico Platé (Maserati-Platé)                       | 16, 18, 33, 40            | Harry Schell, USA                             |
| Enrico Platé (Maserati-Platé)                       | 16, 32, 38, 60            | Emmanuel de Graffenried, Schweiz              |
| Enrico Platé (Maserati-Platé)                       | 58                        | Alberto Crespo, Argentina                     |
| ERA (ERA-Bristol & ERA)                             | 12, 32, 36                | Stirling Moss, Storbritannien                 |
| Escuderia Bandeirantes (Maserati)                   | 16, 20                    | Jan Flinterman, Nederländerna                 |
| Escuderia Bandeirantes (Maserati)                   | 16, 48                    | Chico Landi, Brasilien                        |
| Escuderia Bandeirantes (Maserati)                   | 18, 34, 46, 115           | Gino Bianco, Brasilien                        |
| Escuderia Bandeirantes (Maserati)                   | 28                        | Philippe Étancelin, Frankrike                 |
| Escuderia Bandeirantes (Maserati)                   | 35, 50, 116               | Eitel Cantoni, Uruguay                        |
| Federal Auto Associates (Kurtis Kraft-Offenhauser)  | 34                        | Rodger Ward, USA                              |
| Federal Auto Associates (Kurtis Kraft-Offenhauser)  | 54                        | George Connor, USA                            |
| Ferrari                                             | 2, 4, 8, 12, 15, 101      | Alberto Ascari, Italien                       |
| Ferrari                                             | 2, 4, 10, 16, 28, 32, 102 | Nino Farina, Italien                          |
| Ferrari                                             | 6, 12, 14, 17, 30, 103    | Piero Taruffi, Italien                        |
| Ferrari                                             | 6, 16                     | Luigi Villoresi, Italien                      |
| Ferrari                                             | 8, 32                     | André Simon, Frankrike                        |
| Frazer-Nash (Frazer-Nash-Bristol & Cooper-Bristol)  | 22, 34, 36, 40            | Ken Wharton, Storbritannien                   |
| Fritz Riess (Veritas-BMW)                           | 121                       | Fritz Riess, Tyskland                         |
| G Caprara (Ferrari)                                 | 14                        | Roy Salvadori, Storbritannien                 |
| George H Leitenberger (Sherman-Offenhauser)         | 65                        | George Fonder, USA                            |
| Gordini (Gordini & Simca-Gordini-Gordini)           | 2, 8, 10, 14, 24, 107     | Robert Manzon, Frankrike                      |
| Gordini (Gordini & Simca-Gordini-Gordini)           | 4, 6, 8, 16, 108          | Jean Behra, Frankrike                         |
| Gordini (Gordini & Simca-Gordini-Gordini)           | 4, 12, 25, 44, 109        | Maurice Trintignant, Frankrike                |
| Gordini (Gordini & Simca-Gordini-Gordini)           | 6, 10, 20, 26             | Prince Bira, Thailand                         |
| Gordini (Gordini & Simca-Gordini-Gordini)           | 18                        | Johnny Claes, Belgien                         |
| Grancor Auto Specialists (Kurtis Kraft-Offenhauser) | 59                        | Jim Rathmann, USA                             |
| Greifzu-BMW                                         | 136                       | Rudolf Krause, Tyskland                       |
| H A Chapman (Stevens-Offenhauser)                   | 7                         | Bill Schindler, USA                           |
| HWM-Alta                                            | 16                        | George Abecassis, Storbritannien              |
| HWM-Alta                                            | 18, 22, 26, 29, 54, 111   | Peter Collins, Storbritannien                 |
| HWM-Alta                                            | 20, 24, 31, 26, 52        | Lance Macklin, Storbritannien                 |
| HWM-Alta                                            | 24                        | Yves Giraud-Cabantous, Frankrike              |
| HWM-Alta                                            | 28, 30                    | Duncan Hamilton, Storbritannien               |
| HWM-Alta                                            | 28, 112                   | Paul Frère, Belgien                           |
| HWM-Alta                                            | 30                        | Roger Laurent, Belgien                        |
| HWM-Alta                                            | 30                        | Dries van der Lof, Nederländerna              |
| HWM-Alta                                            | 46                        | Stirling Moss, Storbritannien                 |
| HWM-Alta                                            | 113                       | Johnny Claes, Belgien                         |
| Hans Klenk (Veritas)                                | 128                       | Hans Klenk, Tyskland                          |
| Hart Fullerton (Kurtis Kraft-Offenhauser)           | 9                         | Andy Linden, USA                              |
| Heck-BMW                                            | 135                       | Ernst Klodwig, Tyskland                       |
| Helmut Niedermayr (AFM-BMW)                         | 124                       | Helmut Niedermayr, Tyskland                   |
| Howard Keck Co (Kurtis Kraft-Offenhauser)           | 26                        | Bill Vukovich, USA                            |
| J C Agajanian (Kuzma-Offenhauser)                   | 98                        | Troy Ruttman, USA                             |
| Jack B Hinkle (Kurtis Kraft-Offenhauser)            | 4                         | Jack McGrath, USA                             |
| Jim Robbins (Kurtis Kraft-Offenhauser)              | 5                         | Johnnie Parsons, USA                          |
| John Zink (Kurtis Kraft-Offenhauser)                | 37                        | Jimmy Reece, USA                              |
| Josef Peters (Veritas-BMW)                          | 129                       | Josef Peters, Tyskland                        |
| Ken Downing (Connaught-Francis)                     | 22                        | Ken Downing, Storbritannien                   |
| Lee Elkins (Kurtis Kraft-Offenhauser)               | 73                        | Bob Sweikert, USA                             |
| Leslie Hawthorn (Cooper-Bristol)                    | 8, 9, 32, 42              | Mike Hawthorn, Storbritannien                 |
| Lewis W Welch (Kurtis Kraft-Novi)                   | 21                        | Chet Miller, USA                              |
| Lewis W Welch (Kurtis Kraft-Novi)                   | 36                        | Duke Nalon, USA                               |
| Lindsey Hopkins (Lesovsky-Offenhauser)              | 2                         | Henry Banks, USA                              |
| Ludson D Morris (Kurtis Kraft-Offenhauser)          | 93                        | Bob Scott, USA                                |
| Ludwig Fischer (AFM-BMW)                            | 131                       | Ludwig Fischer, Tyskland                      |
| Marcel Balsa (Balsa-BMW)                            | 110                       | Marcel Balsa, Frankrike                       |
| Maserati                                            | 22, 105                   | Felice Bonetto, Italien                       |
| Maserati                                            | 24                        | Franco Rol, Italien                           |
| Maserati                                            | 26                        | José Froilán González, Argentina              |
| Mel B Wiggers (Kurtis Kraft-Offenhauser)            | 67                        | Gene Hartley, USA                             |
| Motor Presse Verlag (Veritas)                       | 127                       | Paul Pietsch, Tyskland                        |
| Murrell Belanger (Lesovsky-Offenhauser)             | 1                         | Duane Carter, USA                             |
| Pete Salemi (Trevis-Offenhauser)                    | 81                        | Eddie Johnson, USA                            |
| Peter Schmidt (Kurtis Kraft-Offenhauser)            | 77                        | Jimmy Bryan, USA                              |
| Peter Whitehead (Alta & Ferrari))                   | 1                         | Graham Whitehead, Storbritannien              |
| Peter Whitehead (Alta & Ferrari))                   | 21, 26, 68                | Peter Whitehead, Storbritannien               |
| Ray T Brady (Kurtis Kraft-Offenhauser)              | 33                        | Art Cross, USA                                |
| Robert O'Brien (Simca-Gordini-Gordini)              | 44                        | Robert O'Brien, USA                           |
| Robin Montgomerie-Charrington (Aston-Butterworth)   | 40                        | Robin Montgomerie-Charrington, Storbritannien |
| Roger Wolcott (Kurtis Kraft-Offenhauser)            | 31                        | Johnny McDowell, USA                          |
| Rotary Engineering Corp (Stevens-Offenhauser)       | 55                        | Bobby Ball, USA                               |
| Scuderia Marzotto (Ferrari)                         | 38                        | Franco Comotti, Italien                       |
| Scuderia Marzotto (Ferrari)                         | 40, 104                   | Piero Carini, Italien                         |
| Theo Helfrich (Veritas-BMW)                         | 122                       | Theo Helfrich, Tyskland                       |
| Tom Sarafoff (Kurtis Kraft-Offenhauser)             | 22                        | Cliff Griffith, USA                           |
| Toni Ulmen (Veritas & Veritas-BMW)                  | 4, 125                    | Toni Ulmen, Tyskland                          |
| Tony Crook (Frazer-Nash-BMW)                        | 23                        | Tony Crook, Storbritannien                    |
| Tony Gaze (HWM-Alta)                                | 28, 42, 56, 120           | Tony Gaze, Australien                         |
| Vicomtesse de Walckiers (Simca-Gordini-Gordini)     | 66                        | Johnny Claes, Belgien                         |
| Vincent Granatelli (Bromme-Offenhauser)             | 48                        | Spider Webb, USA                              |
| Willi Heeks (AFM-BMW)                               | 123                       | Willi Heeks, Tyskland                         |
| Willi Krakau (AFM-BMW & Krakau-BMW)                 | 133                       | Willi Krakau, Tyskland                        |
| Willi Krakau (AFM-BMW & Krakau-BMW)                 | 134                       | Harry Merkel, Tyskland                        |

## Slutställning förare 1952
| Placering | Förare! Stall         | Konstruktör              | Poäng                    |     |
| --------- | --------------------- | ------------------------ | ------------------------ | --- |
| 1         | Alberto Ascari        | Ferrari                  |                          | 36  |
| 2         | Nino Farina           | Ferrari                  |                          | 24  |
| 3         | Piero Taruffi         | Ferrari                  |                          | 22  |
| 4         | Rudi Fischer          | Ecurie Espadon           | Ferrari                  | 10  |
| 5         | Mike Hawthorn         | Leslie Hawthorn          | Cooper-Bristol           | 10  |
| 6         | Robert Manzon         | Gordini                  |                          | 9   |
| 7         | Troy Ruttman          | J C Agajanian            | Kuzma-Offenhauser        | 8   |
| 8         | Luigi Villoresi       | Ferrari                  |                          | 8   |
| 9         | José Froilán González | Maserati                 |                          | 6,5 |
| 10        | Jim Rathmann          | Grancor Auto Specialists | Kurtis Kraft-Offenhauser | 6   |
| 11        | Jean Behra            | Gordini                  |                          | 6   |
| 12        | Sam Hanks             | Ed Walsh                 | Kurtis Kraft-Offenhauser | 4   |
| 13        | Ken Wharton           | Frazer-Nash              | Frazer-Nash-Bristol      | 3   |
| 14        | Dennis Poore          | Connaught                | Connaught-Francis        | 3   |
| 15        | Duane Carter          | Murrell Belanger         | Lesovsky-Offenhauser     | 3   |
| 16        | Alan Brown            | Ecurie Richmond          | Cooper-Bristol           | 2   |
| 17        | Maurice Trintignant   | Gordini                  | Simca-Gordini-Gordini    | 2   |
| 18        | Paul Frère            | HMW                      | HWM-Alta                 | 2   |
| 19        | Felice Bonetto        | Maserati                 |                          | 2   |
| 20        | Art Cross             | Ray T Brady              | Kurtis Kraft-Offenhauser | 2   |
| 21        | Eric Thompson         | Connaught                | Connaught-Francis        | 2   |
| 22        | Bill Vukovich         | Howard Keck Co           | Kurtis Kraft-Offenhauser | 1   |

## Inofficiell slutställning konstruktörer 1952
Endast de fyra bästa poängen från de åtta loppen för den första bilen räknade.
| Placering | Konstruktör           | Poäng |
| --------- | --------------------- | ----- |
| 1         | Ferrari               | 32    |
| 2         | Gordini               | 13    |
| 3         | Cooper-Bristol        | 12    |
| 4         | Maserati              | 6     |
| 5         | Frazer-Nash-Bristol   | 3     |
| 6         | Connaught-Francis     | 3     |
| 7         | Simca-Gordini-Gordini | 2     |
| 8         | HWM-Alta              | 2     |